# Строчная застройка

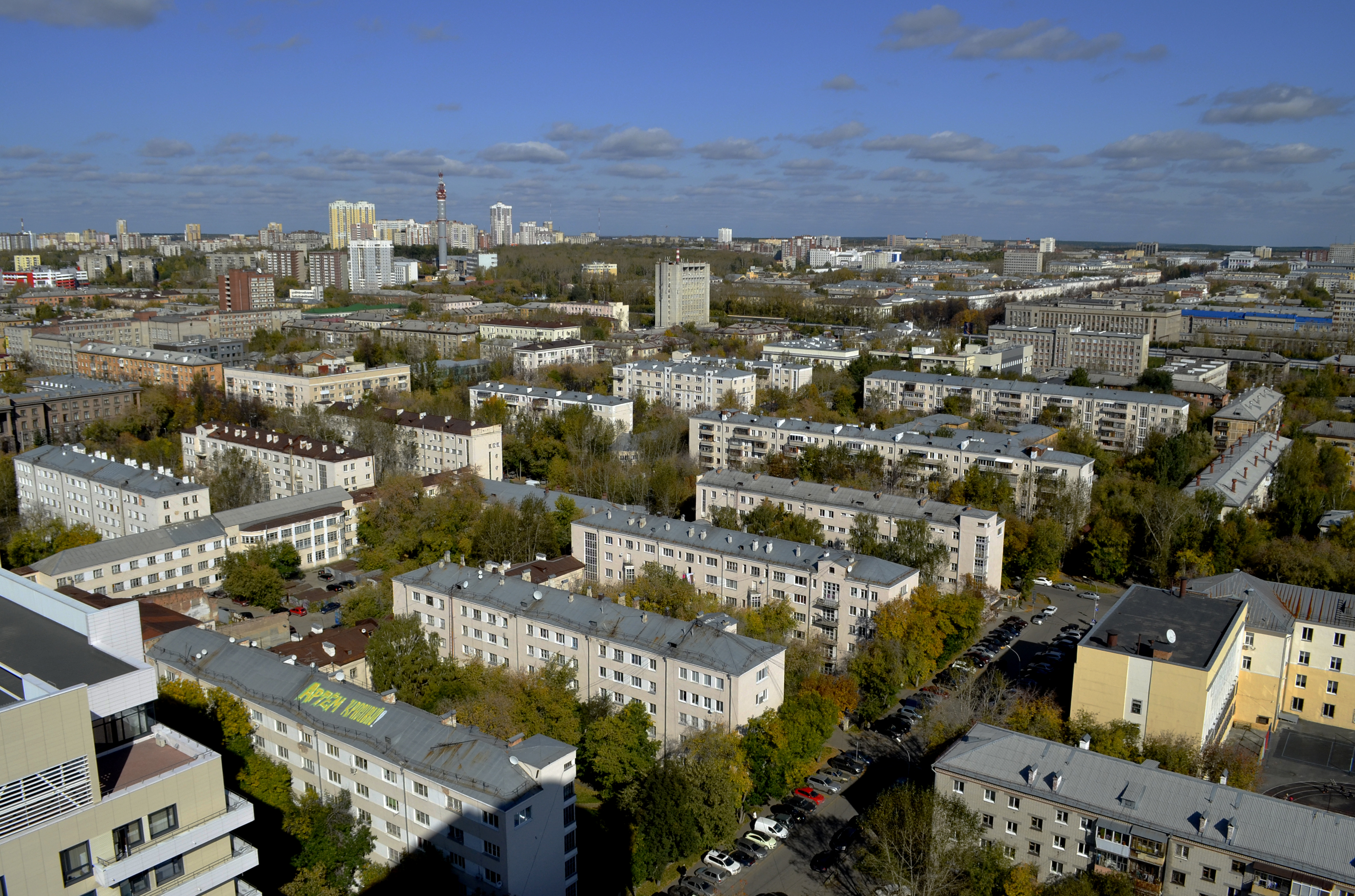
Строчная застройка. Дома Госпромурала (Домгостяжпромурала), г. Екатеринбург, 1931—1933

Стро́чная застро́йка — застройка параллельными рядами относительно длинных (длина значительно больше глубины) многоквартирных жилых зданий, ориентированных, как правило, вдоль меридиана (по линии север-юг) и в общем случае расположенных под углом (часто прямым) к красным линиям. Согласно А.В. Бунину: Так как меридиональное расположение жилых домов не всегда совпадало с направлением улиц, то застройка становилась независимой от их красных линий. Возникла в Германии в 1920-х годах как альтернатива традиционной периметральной застройке городского квартала (здания расположены фасадом на улицу, вдоль красных линий). Название связано с тем, что, из-за промежутков между домами, ряд домов напоминает машинную строчку.

## Появление и распространение
Впервые в законченном виде появилась в 1926 году в поселении Сад Святого Георгия архитектора Отто Хеслера. Этот вид застройки пропагандировал Вальтер Гропиус, основатель школы «Баухаус» в Дессау.
Строчная застройка была широко распространена при строительстве жилых комплексов Веймарской республики и советского конструктивизма. После Второй мировой войны в 1950-х — 1960-х годах получила распространение по всему миру, часто использовалась в планировке советских микрорайонов. В настоящее время также находит некоторое применение в жилищном строительстве.
Используя достижения строительной техники, функционализм дал обоснованные приёмы и нормы планировки жилых комплексов (стандартные секции и квартиры, «строчная» застройка кварталов торцами зданий к улице).

## Преимущества и недостатки
Преимущество строчной застройки — практичность: возможность застройки одинаковыми, типовыми зданиями, лучшая инсоляция и аэрация.
Независимость расположения домов от направления красных линий (в частности, окружающих улиц) привела к «коренной переоценке архитектурно-планировочного значения улицы, которая стала превращаться из каменного коридора в свободно проложенную городскую дорогу».
С другой стороны, как отмечает А. В. Бунин, строчная застройка «при массовом её применении производила крайне однообразное, унылое впечатление». Также при этом способе застройки дома хуже защищены от шума и ветра.